# Pere Noguera
Pere Noguera (La Bisbal d'Empordà, 1941) és un artista català. Va iniciar la seva trajectòria en el marc de les noves poètiques pobres, efímeres i conceptuals de la dècada de 1970. La seva pràctica artística es fonamenta en el procés, en la desconstrucció i la fragmentació. Cosa que el va aproximar a l'arte povera. Ha desenvolupat treballs sobre els processos conceptuals de la fotografia i l'electrografia, essent un dels pioners dels treballs amb fotocòpies a la dècada de 1970. Així mateix, ha aprofundit en el concepte d'“arxiu com a ready-made”, a partir de fotografies i films trobats que exposen una manera d'entendre la imatge i el seu procés. Aquesta tasca l'ha anat revisant en els últims temps d'acord amb els nous procediments digitals. Pere Noguera, distingit amb el Premi ACCA el 2003 i el 2011, ha realitzat nombroses exposicions en centres nacionals i internacionals.

## Biografia
Va iniciar la seva trajectòria relacionant-se amb l'art povera i l'art conceptual de la Catalunya dels anys 70. Les seves primeres obres eren escultures en procés, on incorporava objectes, elements de natura, transgredint les fronteres entre escultura i instal·lació. És i ha estat una constant en les seves obres el treball de lloc, a Idee de rang (Marsella, 1990) uns quaderns escolars abandonats en una terrera propera a Marsella són el punt d'inici de la poètica expositiva, a Torens Van Babel (Anvers, 1990) fa servir l'argila grisa dels voltants per revestir els objectes trobats obtenint un monocrom gris.
Amb el temps va anar realitzant projectes relacionats amb l'art conceptual, centrant-se sobretot amb el treball amb materials d'arxiu (fotocòpies, fotografies...) i altres elements trobats. Destacà la seva exposició La Fotocòpia com a Obra-Document,  La Sala Vinçon el 1975, sent un dels impulsors de l'ús del l'arxiu com a ready-made, a partir de fotografies i films trobats.
Durant els anys 70 i 80 va participar diverses vegades en la programació de l'Espai 10 de la Fundació Joan Miró. El 1978 va fer una exposició en què la publicació, amb un text de Jaume Fàbrega i un diccionari, titulada Terrissa de La Bisbal, l'argila com a matèria el procés d'elaboració com a pràctica, compartia el pes de la mostra a tall de reflexió conjunta i inseparable. En totes dues es mostraven els processos de treball com a pràctica artística final. Es presentaven algunes peces d'argila sense coure al costat d'una documentació diversa que permetia entendre el material com un procés en si mateix, susceptible de diluir-se en l'aigua que li donava forma. Després de desenvolupar aquestes premisses a les seves «enfangades », entre 1979 i 1982, en les quals cobria amb fang líquid objectes del terra que revelaven la matèria com a esdeveniment, el maig del 1986 va dur a terme Flux, en què el temps expositiu estava protagonitzat per la corrupció per oxidació d'objectes metàl·lics.

## Obra
La seva obra és present en diverses col·leccions, entre les quals destaquen a la Col·lecció Rafael Tous, el Museu d'Art Contemporani de Barcelona, a Artium, Vitòria, a la Fundació Vila Casas i al Fons d'Art Contemporani de l'Ajuntament de Girona, entre d'altres.
| «              | La meva pràctica de l'acció té a veure amb la sensibilitat de la vida. L'acció és la culminació d'un acte temporal que flueix de l'experiència. No és un acte improvisat ni espontani. És fruit d'una reflexió sobre la dimensió existencial de la quotidianitat i d'un procés que relaciona directament art i vida. No es tracta d'una interpretació sinó d'una nova realitat que es manifesta en el llenguatge, en temps real i en un lloc determinat. M'interessa que l'acció desvetlli lectures poc habituals i aspectes poc perceptibles o il·lògics, que es puguin relacionar amb la naturalesa de l'home, que en altres llenguatges no es produeixen. Utilitzo objectes trobats, d'ús quotidià i domèstic, instruments en funcionament o en desús que m'ajuden a fer encara més evident la realitat. Generalment, el sòl constitueix l'espai de l'acció, encara que també en alguna ocasió projecte imatges. En l'acció, intento manifestar un estat directe de les coses, empès per la voluntat de revelar la puresa de l'acte en si. Els mitjans, l'espai i el temps de què disposo m'ajuden a emplaçar l'acció en una dimensió real | » |
| — Pere Noguera | |   |